# Comuna de Kolbudy
Kolbudy (polaco: Gmina Kolbudy) é uma gminy (comuna) na Polónia, na voivodia de Pomerânia e no condado de Gdański. A sede do condado é a cidade de 1998.
De acordo com os censos de 2004, a comuna tem 11 379 habitantes, com uma densidade 137,4 hab/km².

## Área
Estende-se por uma área de 82,8 km², incluindo:
- área agricola: 49%
- área florestal: 34%

## Demografia
Dados de 30 de Junho 2004:
|                      | Total   | Total | Mulheres | Mulheres | Homens  | Homens |
| -------------------- | ------- | ----- | -------- | -------- | ------- | ------ |
|                      | pessoas | %     | pessoas  | %        | pessoas | %      |
| População            | 11 379  | 100   | 5779     | 50,8     | 5600    | 49,2   |
| Densidade (pop./km²) | 137,4   | 100   | 69,8     | 69,8     | 67,6    | 67,6   |

De acordo com dados de 2005, o rendimento médio per capita ascendia a 2554,40 zł.

## Comunas vizinhas
- Gdańsk, Pruszcz Gdański, Przywidz, Trąbki Wielkie, Żukowo